# Heliocopris gigas
Heliocopris gigas är en skalbaggsart som beskrevs av Carl von Linné 1758. Heliocopris gigas ingår i släktet Heliocopris och familjen bladhorningar. Utöver nominatformen finns också underarten H. g. erythraeus.